# REAL HAZARD
REAL HAZARD（リアル・ハザード）は、日本のプロレス団体DRAGON GATEで活動していたヒールユニット。

## 歴史
2007年4月、アメリカ修行から帰国した鷹木信悟がB×Bハルク、サイバー・コング、YAMATOらと共に新世代ユニットNEW HAZARDを結成。以降、DRAGON GATEに旋風を巻き起こす。
しかし2008年早々ハルクとYAMATOが仲間割れ。一時は仲直りをしたかに見えたが、その後YAMATOがヒールユニットマッスル・アウトローズへ電撃加入した
そして2008年5月14日の後楽園大会。この日はマッスル・アウトローズとのオープン・ザ・トライアングルゲートの防衛戦が控えていた。その試合前に鷹木、ハルク、サイバーの3人が揃ってダンスを披露。見事に決まったが次の瞬間、鷹木とサイバーが突如ハルクを襲撃。そして2人は裏切ったはずのYAMATO、更にはGamma等と握手。鷹木は『これからはマッスルでもNEW HAZARDでもない。REAL HAZARDだ』とアピールした。
2008年7月10日の後楽園大会で東京愚連隊と合体した。しかし鷹木はこれに難色を示す。
2008年7月27日の神戸ワールド記念ホール大会で鷹木がオープン・ザ・ドリームゲートを獲得。しかし試合後REAL HAZARDを追放された。
2008年8月31日の博多スターレーン大会で行われた鷹木とサイバーのドリームゲート戦後にサイバー・コングシートが加入し9月8日のハワイ大会にてデビュー。
2008年12月21日、神戸サンボーホールで行われた谷嵜なおきとサイバー・コングのマスカラ・コントラ・カベジェラマッチでシートが一斗缶攻撃をサイバーに誤爆させてしまい、サイバーが敗北するきっかけになってしまう。しかし、納得のいかないサイバーが再試合を認めさせるために、シートのマスクを剥ぎ、シートはREAL HAZARDを追放される（再試合はサイバーの勝利）。
2008年12月ごろからGammaと神田の間に亀裂が入る。事の発端は、11月29日にKBSホールにて行われたオープン・ザ・トライアングル・ゲート王座にGamma、神田裕之、堀口元気の3人で挑戦したが神田がマグニチュード岸和田のラストライドに沈み、敗北した（この試合には、神田と岸和田のKING　OF　GATEの出場権が賭けられていた）。これにより神田がGammaに言いがかりをつけたのが始まりだった。それ以降はことある毎にGammaと神田が衝突し（竹刀、パウダーの誤爆）敗北を重ねていた。12月14日の札幌大会でもTyphoonらと口論になり年末の福岡国際センターにてWORLD-1とTyphoonとの敗戦ユニット解散サバイバル6人タッグ3WAYマッチが行われることが決定した。その試合でもユニット解散がかかった試合にもかかわらず神田とGammaが衝突しあったが最後に勝ち抜け、解散は免れた。その後堀口の提案により2人のシングルマッチが行われることが決定し、YAMATOの提案により敗者REAL HAZARD追放マッチになった。
そして2009年1月18日の大阪府立体育会館・第二競技場大会で行われた敗者追放マッチで両者が激突、Gammaが勝利し他のメンバーが神田をリンチするなか新井健一郎が神田を救出し共闘するかと思われたが、何とGammaをリンチしGammaをユニットから追放。まさかの新井のREAL HAZARD加入が決まった。さらにその1週間後に行われた優勝賞金50万円争奪ワンナイト・トーナメント“BATTLE OF TOKYO 2009”で優勝したKAGETORAがそのまま加入し、2月15日の博多スターレーン大会においてパートナーの横須賀享を裏切り、斎藤了が加入した。
2009年6月26日、オープン・ザ・ツインゲート統一タッグ王座戦中にDr.マッスルに扮したm.c.KZ.（後にKzyに改名）が正体を現し、そのまま加入。しかし、同大会でYAМATOが離脱。
2009年10月10日、東京愚連隊と再合体。
2009年11月6日の後楽園ホール大会、インフルエンザによって欠場したKzyの代理としてDr.マッスルが再登場。正体はWARRIORS-5の中でも孤立し、不穏な動きを見せていた横須賀享であると言われてきた。そして12月3日、後楽園ホール大会で横須賀享が加入。
2009年12月13日に斎藤了が試合中にアキレス腱断裂の重傷を負い、長期欠場を余儀なくされる。12月27日の6WAY金網マッチで戦うことになっていたがその代役として12月20日、神戸サンボーホール大会でK-ness.が加入。
2009年12月27日、福岡国際センター大会でベテラン軍を脱退した菅原拓也が加入。またオープン・ザ・トライアングルゲート選手権試合でNOSAWA論外が曙にピンフォール負けをし、6WAY金網マッチでMAZADAが最初にエスケープしたことにより関係が悪化し、東京愚連隊はベテラン軍と共闘することになった。
2010年1月16日、KAGETORAが再び加入し、メンバーが実質10人となった。
K-ness.は加入時、世代闘争を意識してREAL HAZARDを「第2世代軍」と称した。それに呼応するかのように、横須賀、堀口らに仲間の絆を意識した言動・行動が出始め、試合後の対戦相手に対する狼藉も控えるようになる。これをきっかけに、ベビーフェイス色が濃くなった横須賀、堀口、K-ness.と、これまで通りのファイトスタイルを続けようとするそれ以外のメンバーの間で亀裂が生じる。
2010年2月7日、世代闘争6人タッグ3wayマッチで凶器を使用した神田に堀口が激怒。試合も神田が堀口にパウダー攻撃を見舞い、これが原因で敗れた。さらに試合後引き上げる神田、菅原、Kzyに横須賀、堀口、K-ness.が襲い掛かり、完全に分裂し離脱（当時欠場中である斎了も同時に離脱扱いとなる）。
2010年2月10日、後楽園ホール大会で行われた菅原 VS YAMATOのオープン・ザ・ドリームゲート王者時期挑戦者決定戦で、KAGETORAの菅原への攻撃の誤爆をきっかけに、KAGEとKzyが対立、翌日の千葉ポートアリーナ大会で敗者ユニット追放マッチでKAGEとKzyが対戦、KAGEが敗北し追放される。
2010年3月、残った新井・神田派は名称を「ディープ・ドランカーズ」に改めることを表明し、史上最多の加入・離脱数を誇るREAL HAZARDの2年に渡る歴史は終止符を打った。
以降の経歴はディープ・ドランカーズを参照。

## メンバー
- 鷹木信悟（初代リーダー）（結成 - 2008年7月27日追放）
- YAMATO（2代目リーダー）（結成 - 2009年6月26日離脱）
- Gamma（結成 - 2009年1月18日追放）
- 神田裕之（結成 - 2010年3月）
- 堀口元気（結成 - 2010年2月7日離脱）
- サイバー・コング（結成 - 2009年11月15日退団）
- サイバー・コング・シート（2008年8月31日 - 2008年12月21日追放）
- 新井健一郎（2009年1月18日 - 2010年3月（4代目リーダー）
- KAGETORA（2009年1月25日 - 2009年3月1日離脱、2010年1月16日 - 2010年2月11日追放）
- 斎藤了（2009年2月15日 - 2010年2月7日離脱）
- Kzy（2009年6月26日 - 2010年3月）
- 横須賀享（2009年12月3日 - 2010年2月7日離脱（3代目リーダー）
- K-ness.（2009年12月20日 - 2010年2月7日離脱）
- 菅原拓也（2009年12月27日 - 2010年3月離脱）

## サポートメンバー
- NOSAWA論外
- MAZADA

## 戦績
- 鷹木信悟
  - 第18代オープン・ザ・トライアングルゲート王座（Gamma、YAMATOとのタッグ）
  - 第9代オープン・ザ・ドリームゲート王座（直後に追放される）
- Gamma
  - 第9代オープン・ザ・ブレイブゲート王座（初代Gammaゲート）王者
  - 第18代、第20代オープン・ザ・トライアングルゲート王座（第18代は鷹木信悟、YAMATOで第20代は神田裕之、YAMATOとのタッグ）
- YAMATO
  - 第18代、第20代オープン・ザ・トライアングルゲート王座（第18代は鷹木信悟、Gammaで第20代はGamma、神田裕之とのタッグ）
  - 第5代オープン・ザ・ツインゲート王座（サイバー・コングとのタッグ）
- 堀口元気
  - 第11代オープン・ザ・ブレイブゲート王座
  - 第7代オープン・ザ・ツインゲート王座（斎藤了とのタッグ）
- 神田裕之
  - 第20代オープン・ザ・トライアングルゲート王座（Gamma、YAMATOとのタッグ）
- サイバー・コング
  - 第5代オープン・ザ・ツインゲート王座（YAMATOとのタッグ）
- 斎藤了
  - 第7代オープン・ザ・ツインゲート王座（堀口元気とのタッグ）
- K-ness.
  - 第16代オープン・ザ・ブレイブゲート王座

## テーマ曲
- BREAK ON THROUGH／YO-HEI

2009年3月22日の両国国技館大会からボーカルつきのリミックスバージョンが使用される。

## 補足
- イメージカラーは黒地にマッスル・アウトローズの青とNEW HAZARDの赤を合わせたもの。
- 結成して間もない頃、鷹木、サイバー、YAMATOは入場時にNEW HAZARDのTシャツを着てハルクを挑発したことがある。
- 新井健一郎が所属したことにより、闘龍門JAPAN2期生全員（ストーカー市川を除いて）が集結した。過去に2期生が同じユニットに所属するということは基本的にはなかった。（堀口と神田が、わずかな期間だけ同じ時期にM2Kに所属していた）なお、アラケンが悪役に転向するのはこれが初である。その後、斎了と横須賀の加入によって、市川を除くDRAGON GATEに所属する2期生から4期生が全員集結することとなった。
- Blood Generationやマッスル・アウトローズのようにヒールでありながらも時には観客から声援が送られるようなユニットとは対照的にREAL HAZARDはリング上で酒、タバコ、新井健一郎の悪態などにより、初期のM2K以来の嫌われ者の集まりになっている。
- 内部抗争の多いユニットであり、創設メンバーは神田だけとなったが、リーグ戦やトーナメントなどでの同門対決ではほとんどの場合、片方がわざと負けるような無気力試合になる。
- プロレス記者からは「M2KとDo FIXERと悪冠一色の連合軍」とも呼ばれている。